# Niphona plagiatoides
Niphona plagiatoides là một loài bọ cánh cứng trong họ Cerambycidae.